# Анохина, Ирина Петровна
Ири́на Петро́вна Ано́хина (род. 24 мая 1932 года, Горький) — специалист в области фундаментальных проблем психических заболеваний, алкоголизма и наркомании, академик РАН (2013).

## Биография
Родилась 24 мая 1932 года в городе Горьком (сейчас Нижний Новгород).
В 1956 году — с отличием окончила лечебный факультет 1-го Московского медицинского института имени И. М. Сеченова, затем с 1956 по 1958 годы — учёба в ординатуре по психиатрии.
В 1958 году — начинает работать в лаборатории патофизиологии высшей нервной деятельности Центрального научно-исследовательского института судебной психиатрии имени В. П. Сербского в должности младшего научного сотрудника, с 1962 года — старший научный сотрудник.
В 1962 году — защитила кандидатскую диссертацию, тема: «Роль стволовой ретикулярной формации в возникновении двигательной заторможенности при некоторых заболеваниях и у животных в эксперименте».
В 1969 году — защитила докторскую диссертацию, тема: «Нарушение нейрохимических механизмов мозга при шизофрении».
В 1981 году — присвоено учёное звание профессора.
В 1980-х годах принимала активное участие в становлении в России научной специальности «наркология» и в организации Института медико-биологических проблем алкоголизма, который был открыт в 1985 году и в настоящее время является Национальным научным центром наркологии Минздрава России.
С самого начала деятельности института — заместитель директора по науке, а также — директор Института медико-биологических проблем наркологии.
С 1966 года по 1991 годы — руководитель лаборатории психофармакологии Центрального научно-исследовательского института судебной психиатрии имени В. П. Сербского.
В 1984 году — избрана членом-корреспондентом Академии медицинских наук СССР, в 1995 году — действительным членом Российской академии медицинских наук.
В 2013 году — избрана академиком РАН (в рамках присоединения РАМН и РАСХН к РАН).

## Семья
- Отец — Пётр Кузьмич Анохин (1898—1974) — советский физиолог, создатель теории функциональных систем, академик АМН СССР (1945) и АН СССР (1966), лауреат Ленинской премии (1972).
- Мать — Анохина Анастасия Петровна (1902—1993), доктор медицинских наук.
- Муж — Денисов Владимир Васильевич (род. 1928), профессор, доктор философских наук.
- Сын Константин (род. 1957) — российский нейробиолог, профессор, член-корреспондент РАМН (2002), академик РАН (2019).

## Научная деятельность
Специалист в области фундаментальных проблем психических заболеваний, алкоголизма и наркомании.
Создатель концепции о стержневых биологических механизмах зависимости от различных психоактивных веществ, в которой ведущая роль в формировании заболевания отводится нарушениям функций дофаминовой нейромедиаторной системы лимбических структур мозга. На основе этой концепции разработаны принципы терапевтических подходов и предложены новые лекарственные препараты для лечения алкоголизма и наркоманий.
Впервые доказала принципиальное единство биологических механизмов различных типов химической зависимости. Приоритетное значение имеют исследования последних лет в области изучения наследственных факторов, определяющих риск развития алкоголизма и наркоманий. На основе исследований врожденных отклонений функций дофаминовой системы и структурных особенностей генов, регулирующих различные её звенья, сегодня разрабатываются биологические маркеры наследственной предрасположенности к этим заболеваниям.
Создатель научной школы медико-биологических проблем наркологии, основой которой является разрабатываемое перспективное научное направление, касающееся всестороннего изучения генетических, нейрохимических, иммунологических и нейрофизиологических механизмов зависимости от психоактивных веществ.
Под её руководством защищены 12 докторских и 25 кандидатских диссертации.
Автор более 550 научных работ, в том числе 1 монография и 6 глав в руководствах, соавтор 13 патентов.
Заместитель главного редактора журнала «Вопросы наркологии», член редакционного совета журнала «Наркология».
- Нейрохимические механизмы психических заболеваний (1975)
- General mechanism of development of psychopathological reactione under emotional stress (1975)
- Активность дофамин-бетагидроксилазы и моноаминоксидазы крови у больных хроническим алкоголизмом (1983)
- Dopamine receptor agonists in the treatment of alcoholism (1984)
- Catecholamine and opiate systems in alcoholism (1985)
- Neurochemie des Alcoholismus (1989)
- Neurogumoral factors of predispodition to alcoholism (1989)
- Наследственный алкоголизм: некоторые нейрохимические механизмы (1999)
- О единстве биологических механизмов индивидуальной предрасположенности к злоупотреблению различными психоактивными веществами (2000)
- Клинико-биологические критерии выбора антидепрессантов для лечения депрессивных состояний при алкоголизме (2001)
- Диагностика генетической предрасположенности к зависимости от психоактивных веществ (2001)
- Биологические механизмы зависимости от психоактивных веществ (патогенез) (2001)
- Дисрегуляторные расстройства дофаминовой нейромедиаторной системы при алкоголизме и наркоманиях и их коррекция антидепрессантами (2002)
- Генетика алкоголизма и наркоманий (2002)
- Основные биологические механизмы алкогольной и наркотической зависимости (2002)
- Центральные механизмы зависимости от психоактивных веществ (2003)
- Нейрохимия и генетика наркоманий: перспективы новых подходов к лечению (2003)

## Награды
- Заслуженный деятель науки Российской Федерации (2005)